# Berne (Nedersaksen)
Berne is een gemeente in de Duitse deelstaat Nedersaksen, gelegen in het landkreis Wesermarsch. De gemeente telt 6.805 inwoners.

## Indeling van de gemeente
De gemeente Berne bestaat, volgens haar website,  uit 51 dorpen en gehuchten. Dit zijn:
- Bäke, Bardenfleth (aan de Wezer), Berne (zetel van het gemeentebestuur), Bernebüttel, Bettingbühren;
- Buttel, Buttelerhörne, Campe, met Camperbrücke, Coldewei, Dreisielen;
- Füllje, Ganspe (aan de Wezer), Ganspe Außendeich, Glüsing, Hannöver;
- Harmenhausen, Hekelermoor, Hekeln, Hiddigwarden, Hiddigwardermoor;
- Huntebrück, Juliusplate, Katjenbüttel, Köterende, Lauenburg, Lichtenbergersiel;
- Motzen, Neuenhuntorf, Neuenhuntorfer Mühle, Neuenhuntorfersiel, Neuenhuntorfermoor, Neuenkoop;
- Neuenkooperfeld, Neumühlen, Ochholt, Ohrt, Ollen, Ollenermoor
- Pfahlhausen, Piependamm, Ranzenbüttel, Ranzenbüttelerfelde, Ritzenbüttel, Schlüte, Schlüterburg;
- Schlüterdeich, Warfleth, Wehrder, Wehrderhöhle en Weserdeich (grotendeels bestaande uit vakantiewoningen) tussen Berne en de Wezer.

De vet gedrukte plaatsnamen zijn die van dorpen van enige omvang of belang.

## Ligging en infrastructuur
Naburige gemeenten zijn onder andere Lemwerder in het oosten, Hude in het zuiden, en Elsfleth in het noordwesten. Over de Wezer, tegenover Berne ligt Blumenthal, een stadsdeel van Bremen.

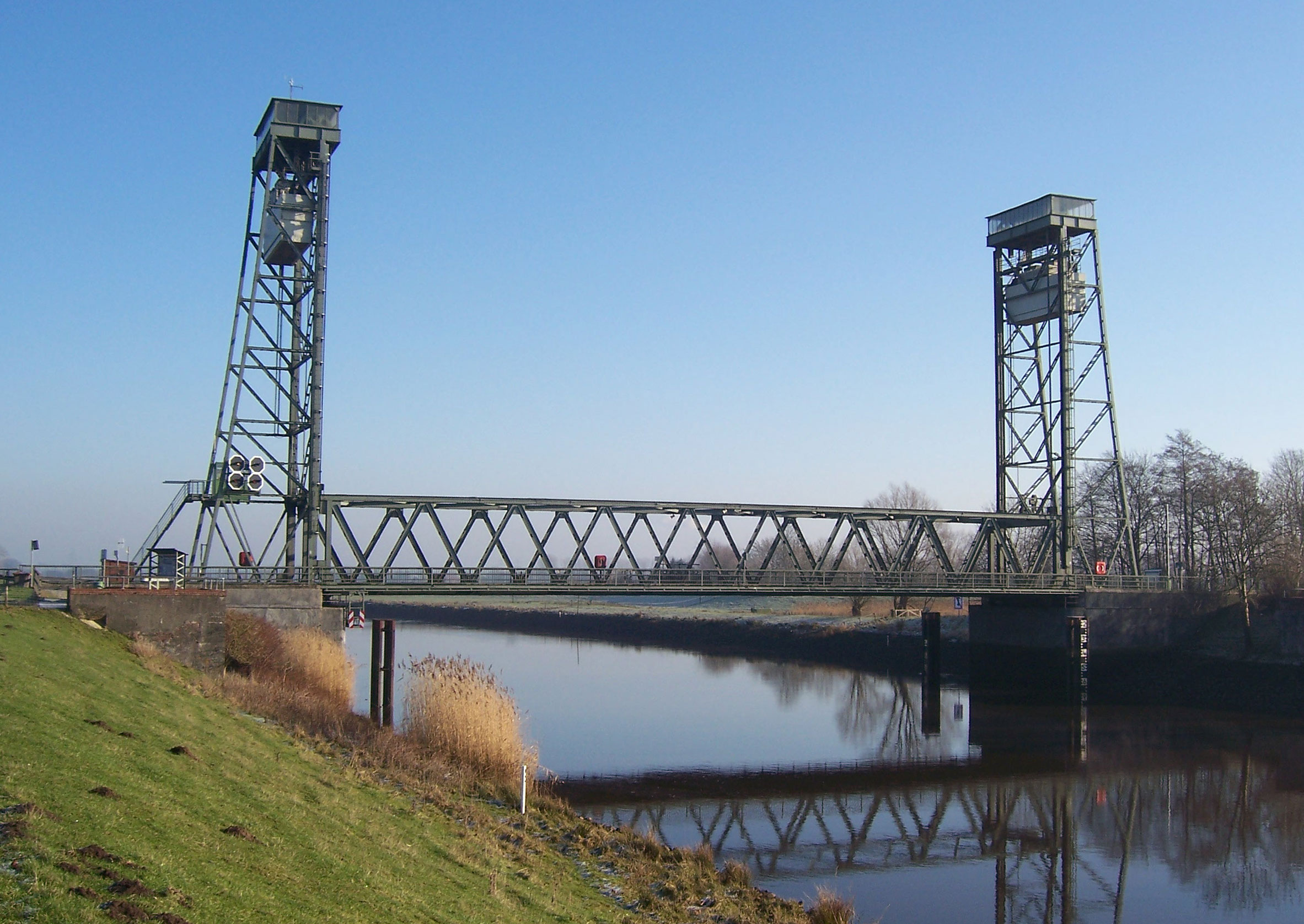
Oude hefbrug Huntebrück
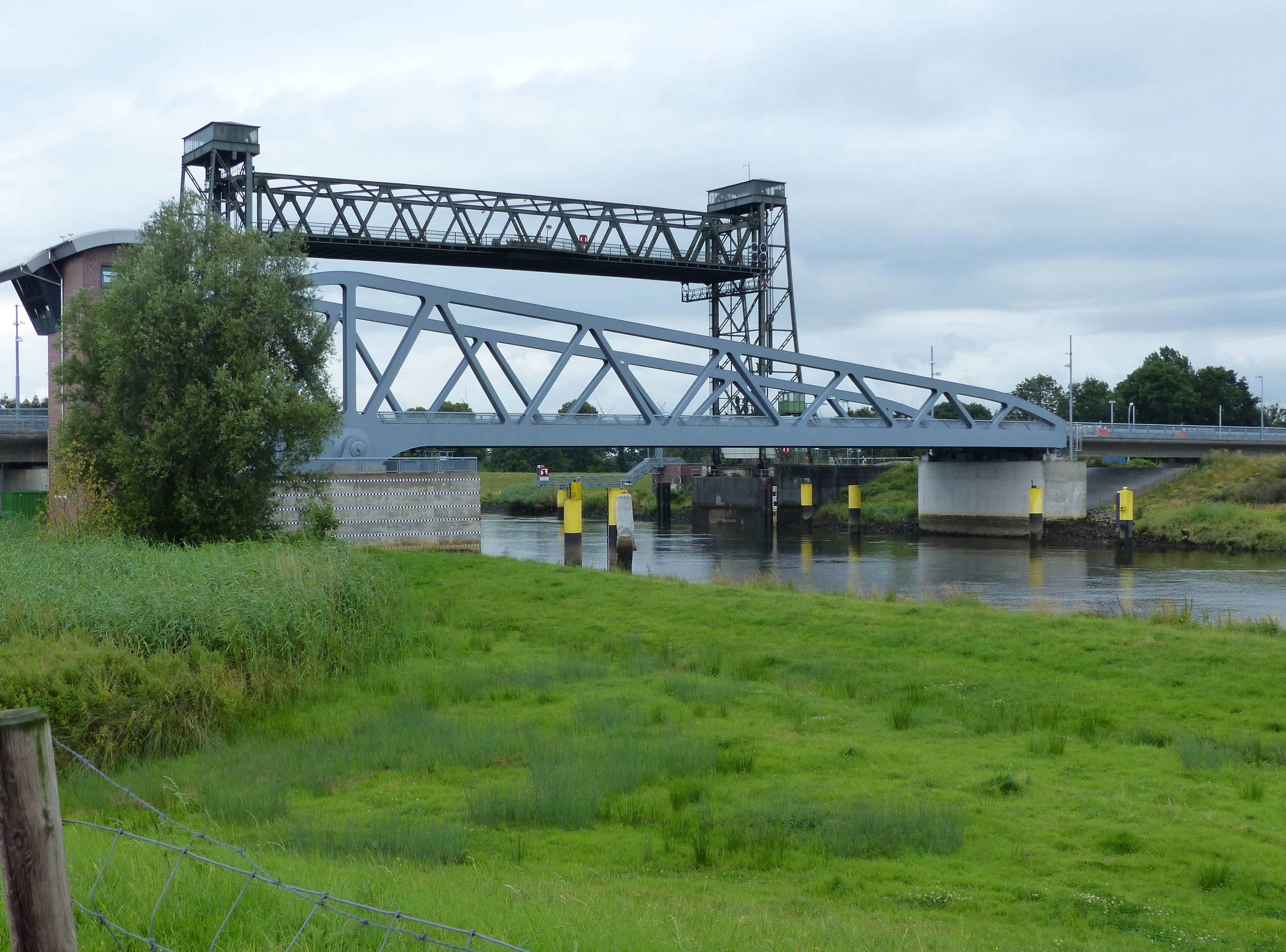
Nieuwe en oude Huntebrug, 2016
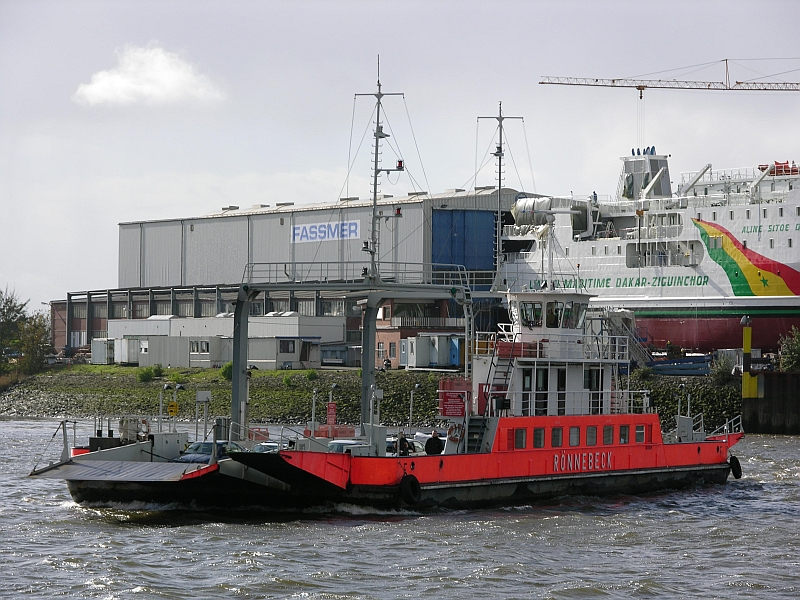
Veerpont Rönnebeck

De gemeente ligt op de zuidelijke, dus (stroomafwaarts varend beschouwde) linkeroever van de Wezer, en aan de Hunte, waarvan de monding in de Wezer juist over de gemeentegrens met Elsfleth ligt.  Tot de gemeente behoort ook een schiereiland in de Wezer.
Een belangrijke verkeersader in de gemeente is de Bundesstraße 212, noordwaarts naar Nordenham en zuidwaarts naar Ganderkesee. Een flessenhals in deze weg, de in 1953 gebouwde hefbrug over de Hunte, is in 2015 door een moderne ophaalbrug vervangen. Te Berne takt de Bundesstraße 74 van de B212 af, richting Bremen-Blumenthal. De B 74 verloopt via de veerverbinding Ranzenbüttel-Farge v.v. over de Wezer. Een tweede, kleinere veerverbinding over de Wezer is die van Motzen naar Blumenthal v.v..
Via de B 212 rijdt men vanuit Berne 6,5 km zuidoostwaarts naar het kruispunt bij Krögerdorf, op de grens met Lemwerder, en vandaar 11 km zuidwaarts naar afrit 19 van de Autobahn 28 bij Ganderkesee. Dit is de kortste route richting Nederland en België.
Sedert 1873 ligt station Berne aan de spoorlijn Hude - Nordenham-Blexen. Busvervoer in de gemeente is beperkt tot enige scholierenlijnen en belbussen, die niet 's avonds, in de weekeinden en in de schoolvakanties rijden.

## Economie

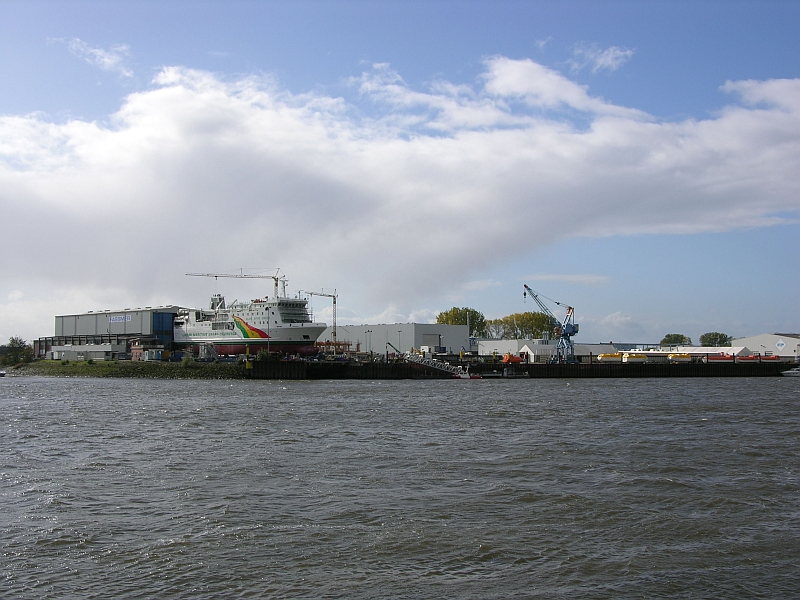
Fassmer-scheepswerf

De industrie is in de gemeente Berne in de loop van de 20e eeuw belangrijker geworden dan de veeteelt, hoewel deze laatste nog altijd niet zonder betekenis is. De belangrijkste ondernemingen in Berne zijn:
- Scheepswerven Fr. Fassmer & Co.  in Motzen en Bardenfleth
- Scheepswerf  Lürssen in  Warfleth
- Aannemersbedrijf Wussow Kanalbau- und Pflasterbetriebs GmbH (aanleg van grote infrastructurele werken)
- Aannemersbedrijf voor o.a. hangars en raketbases Aljo Aluminium-Bau GmbH in Berne

## Geschiedenis
Tot aan de 15e eeuw was de geschiedenis van Berne dezelfde als die van het naburige Lemwerder. Zie ook: Slag bij Altenesch (1234).
Vanaf het begin van de 16e eeuw deelde Berne de politieke lotgevallen van het Graafschap Oldenburg, en daarna het Hertogdom Oldenburg, en vanaf 1871 het Duitse Keizerrijk.
Van de 15e tot de 19e eeuw was de streek een redelijk welvarend boerenland. De graslanden waren vruchtbaar, en daarop konden gezonde, veel melk gevende koeien grazen, die ook op veemarkten in het buitenland goede prijzen opleverden,  wat de boeren tot enige welvaart bracht. Meer landinwaarts, in de veenstreken, heerste daarentegen tot en met de 19e eeuw grote armoede.
In 1601 verleende de graaf van Oldenburg marktrecht aan Berne.
Vanaf de 19e eeuw ontwikkelde zich te Berne de eerst ambachtelijke, later meer industriële bedrijfstak van de scheepsbouw. Te Berne werden vooral kleine schepen gebouwd. Toen de plaats in 1873 een spoorwegstation had gekregen, volgde industrialisatie, o.a. nog in 1873 een voor die tijd moderne melkfabriek.
Van 1933-1948 was Berne hoofdplaats van de Großgemeinde Stedingen, waar ook het in 1948 weer zelfstandig geworden Lemwerder deel van uitmaakte.

## Bezienswaardigheden, natuurschoon

### Oude religieuze gebouwen
- De Aegidiuskerk te Berne, in 1240 als gotische hallenkerk gebouwd op de plaats van een eerdere, na de Slag bij Altenesch (1234) verwoeste, kerk; de toren van die oudere kerk bleef grotendeels gespaard. Het door Reinhard Lampeler gebouwde kerkorgel dateert uit 1596. Bezienswaardig  zijn de kansel en het altaar , rond 1700 gemaakt door medewerkers of leerlingen van de bekende houtsnijder Ludwig Münstermann.
- De Mariakerk te Warfleth (ca.  1350).
- De Mariakerk te Neuenhuntorf (ca.  1489).
- Voormalige synagoge te Berne

### Natuurschoon
- Klein (2 ha groot) arboretum te Neuenkoop
- Natuurreservaat Juliusplate, 79 ha, ten dele periodiek overstroomd weiland, waar de  Wilde kievitsbloem nog voorkomt
- Natuurreservaat Wittemoor, een 182 hectare groot hoogveenreservaat

### Overige
- Landgoed met buitenplaats Neuenhuntorf (1678)
- Streekmuseum Berne
- Klein oldtimer-museum in Berne-Bardenfleth
- Enige monumentale oude vuurtorens, sluizen e.d.
- Door de gemeente lopen 3 langeafstands-fietsroutes.

## Afbeeldingen

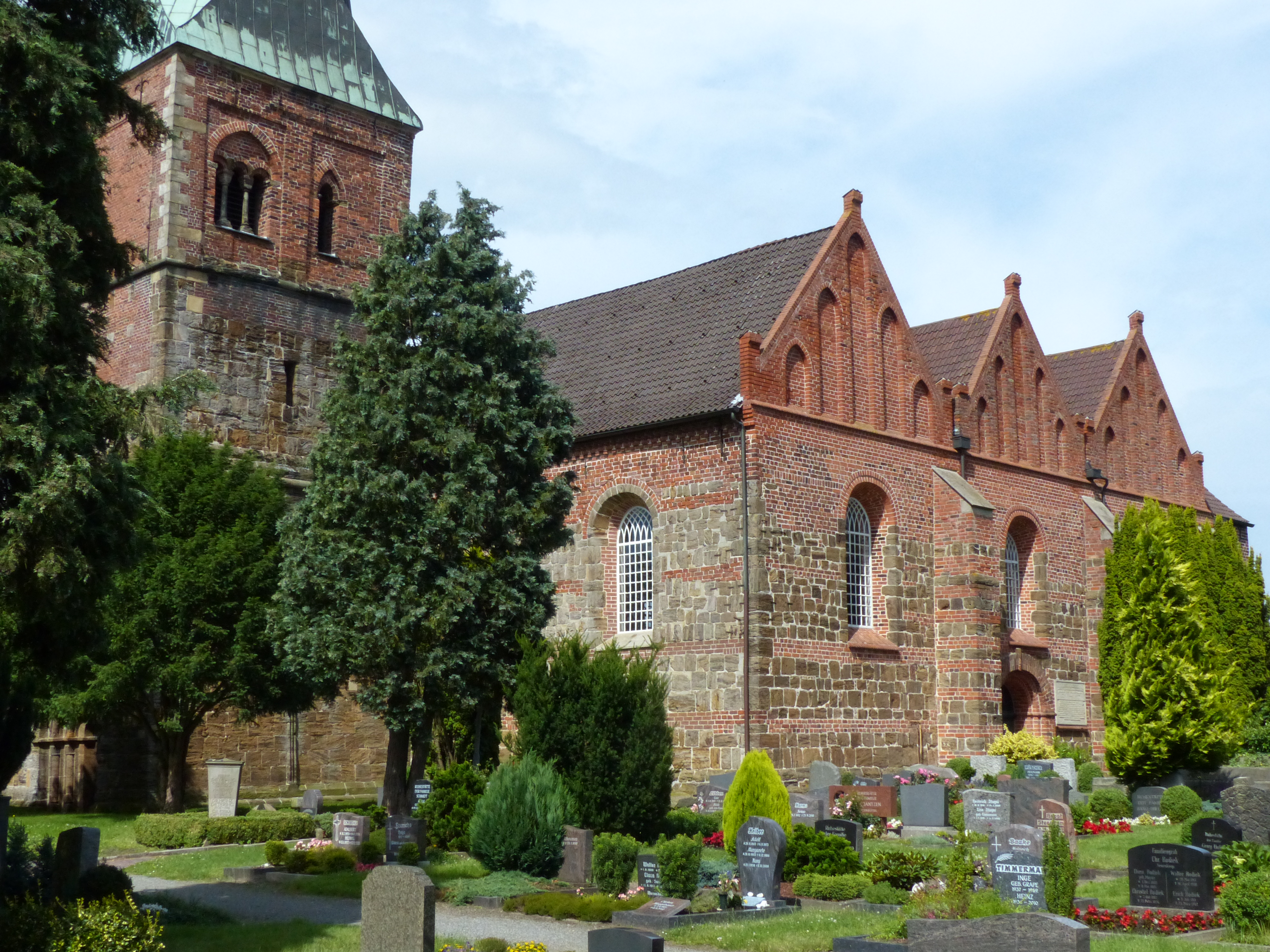
St.-Aegidiuskerk in Berne
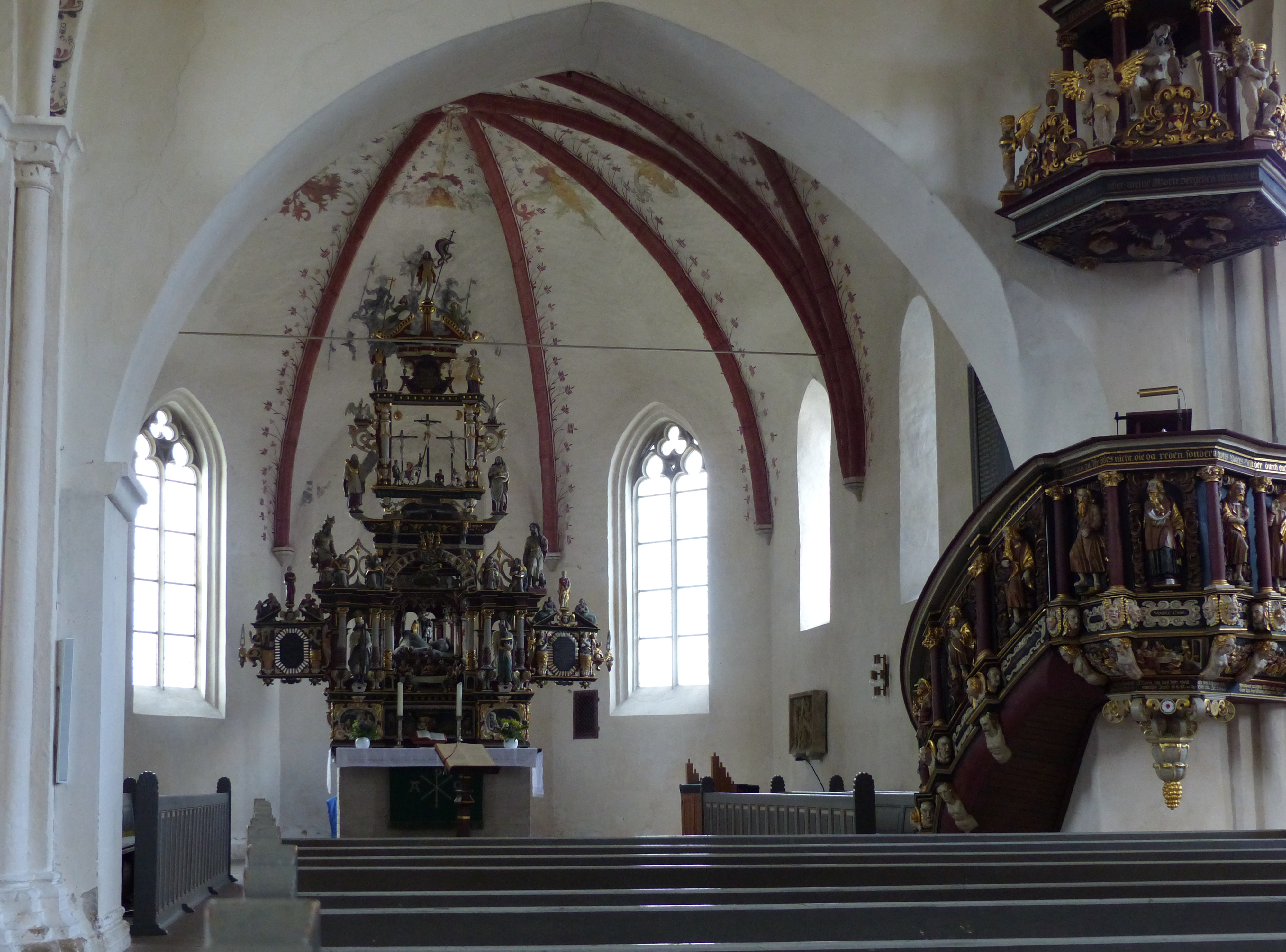
Interieur van deze kerk
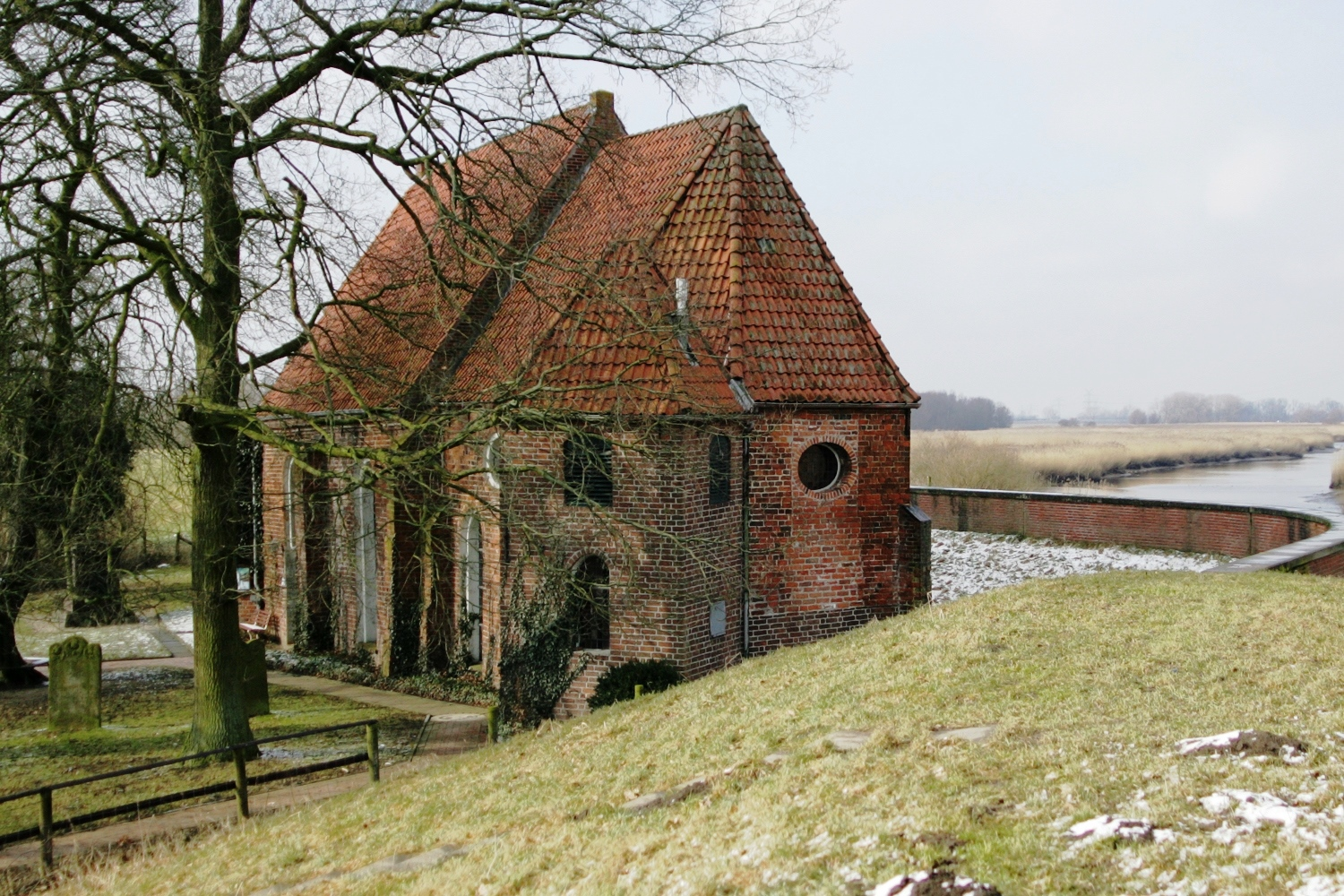
Mariakerk in Warfleth
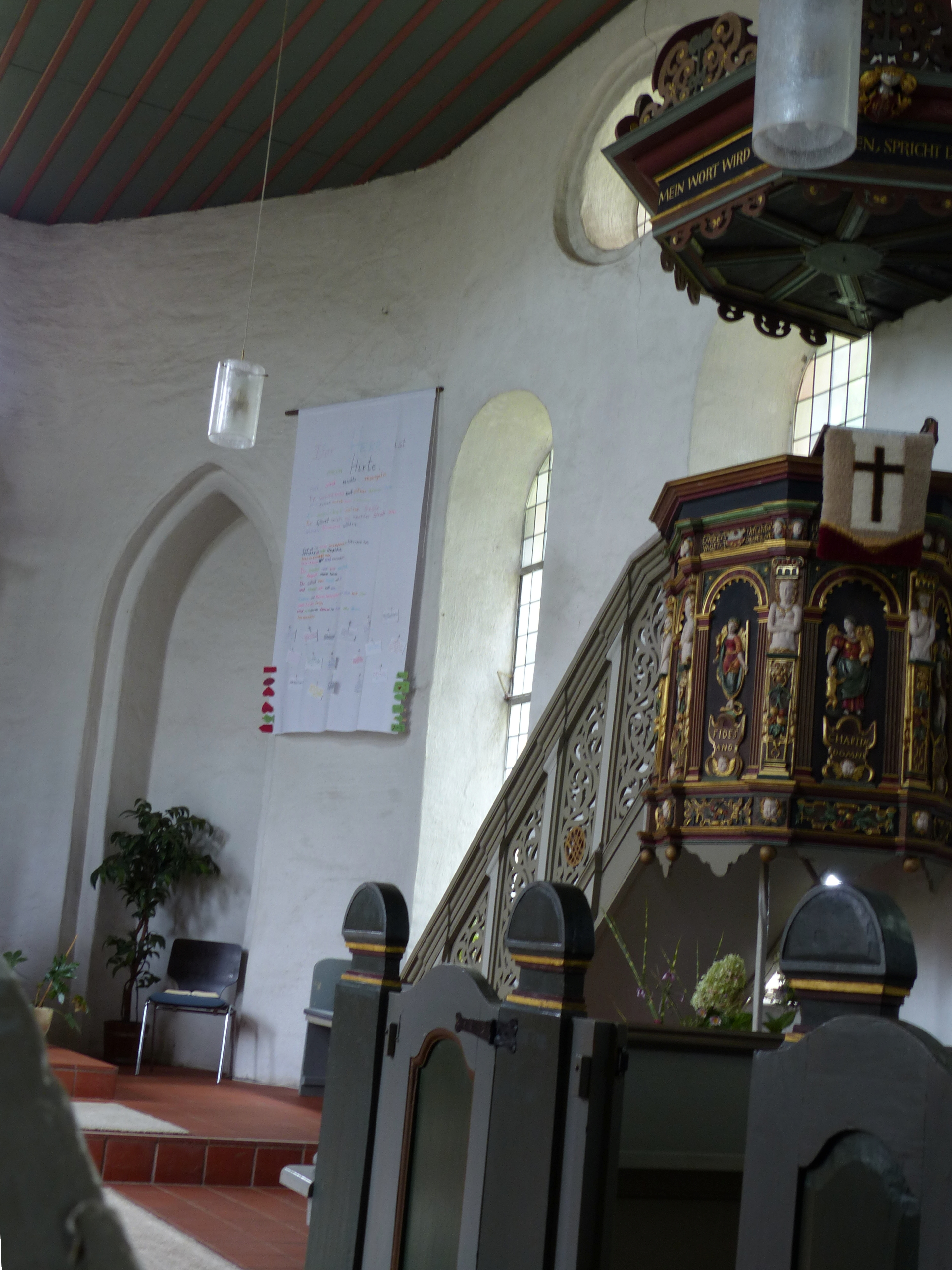
Interieur van deze kerk
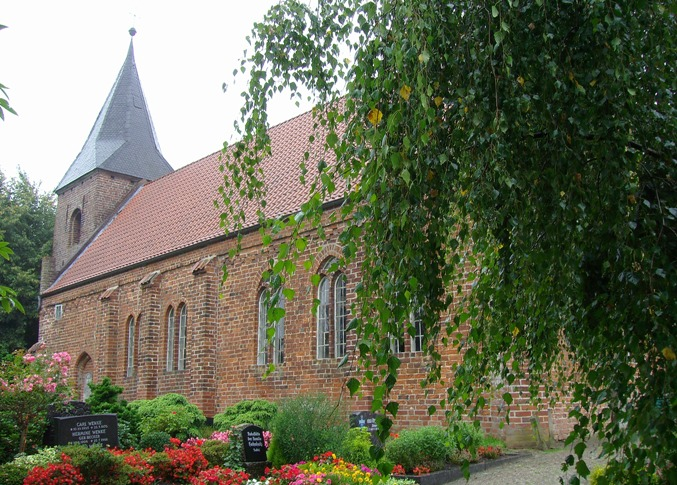
Mariakerk in Neuenhuntorf
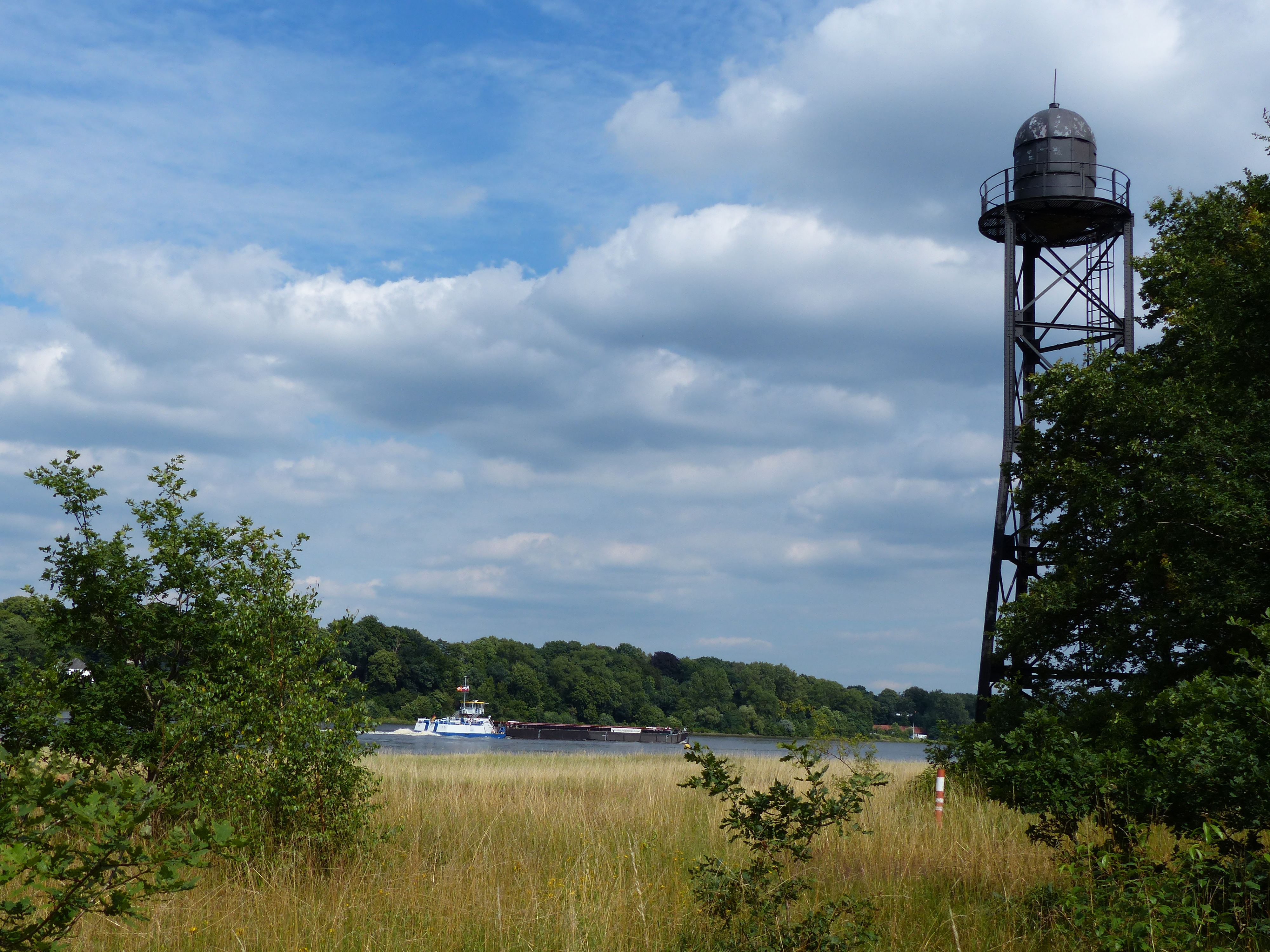
Warflether Sand, v.m. vuurtoren
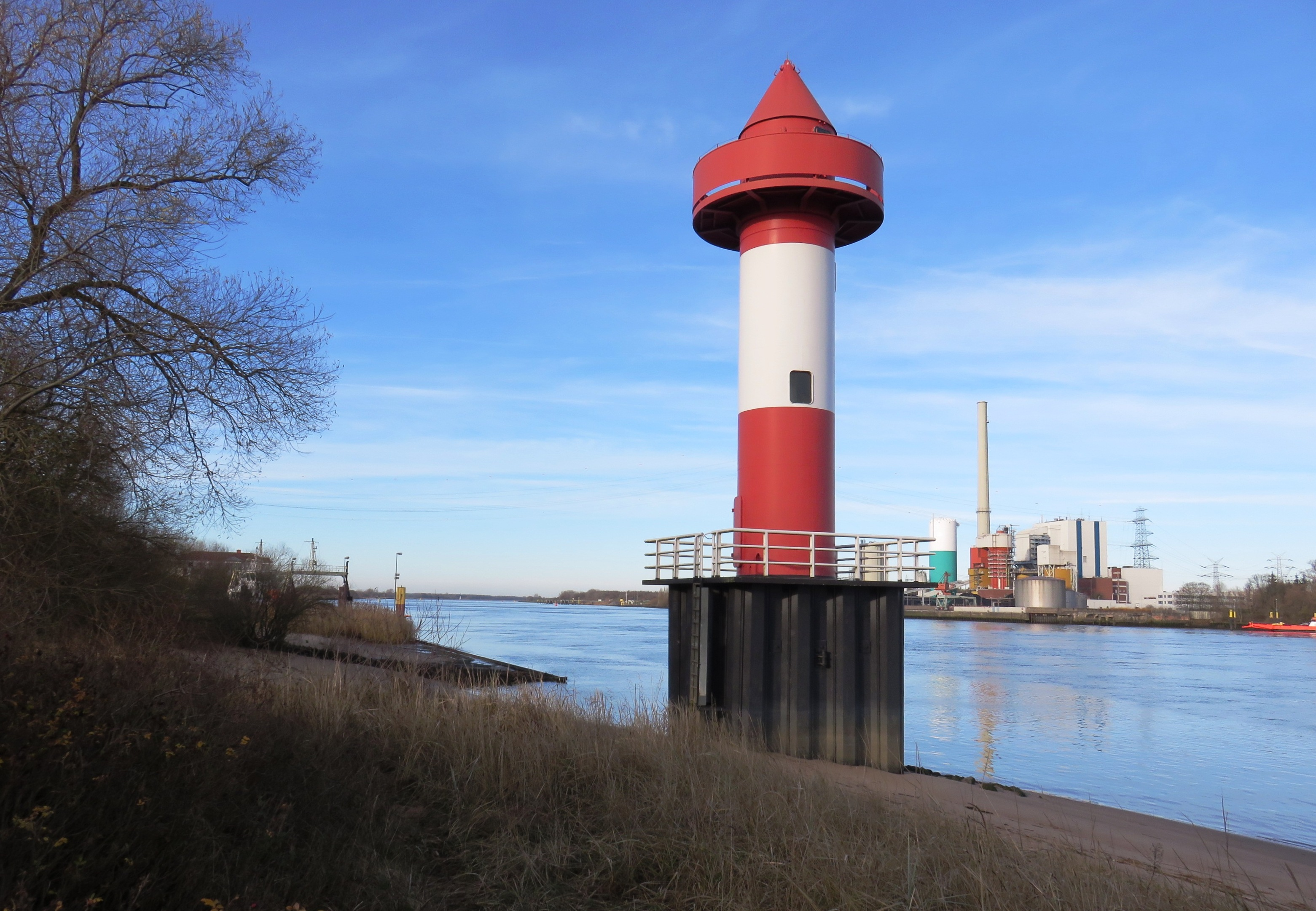
Zgn. Unterfeuer[3] Berne-Juliusplate
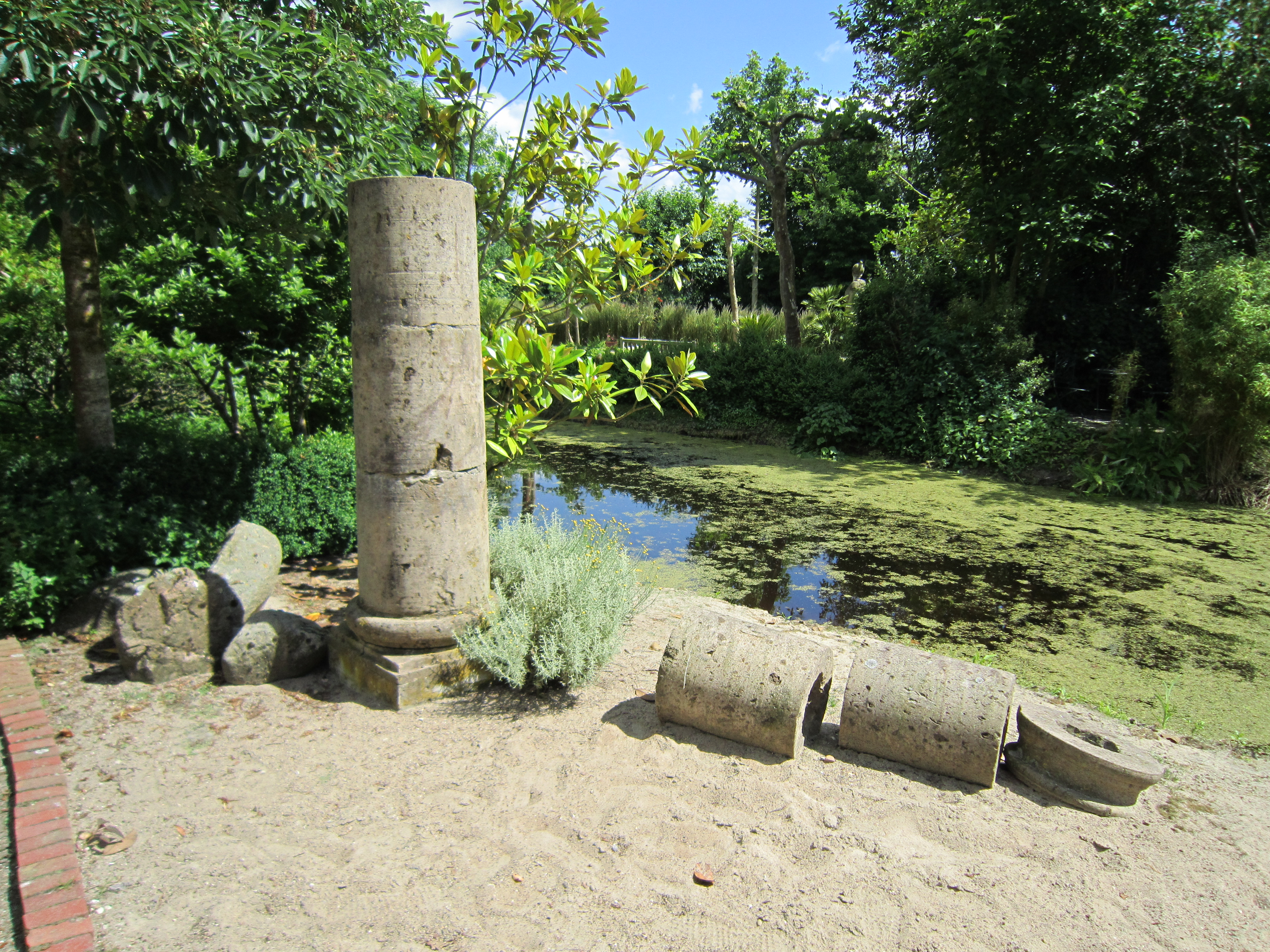
Arboretum Neuenkoop
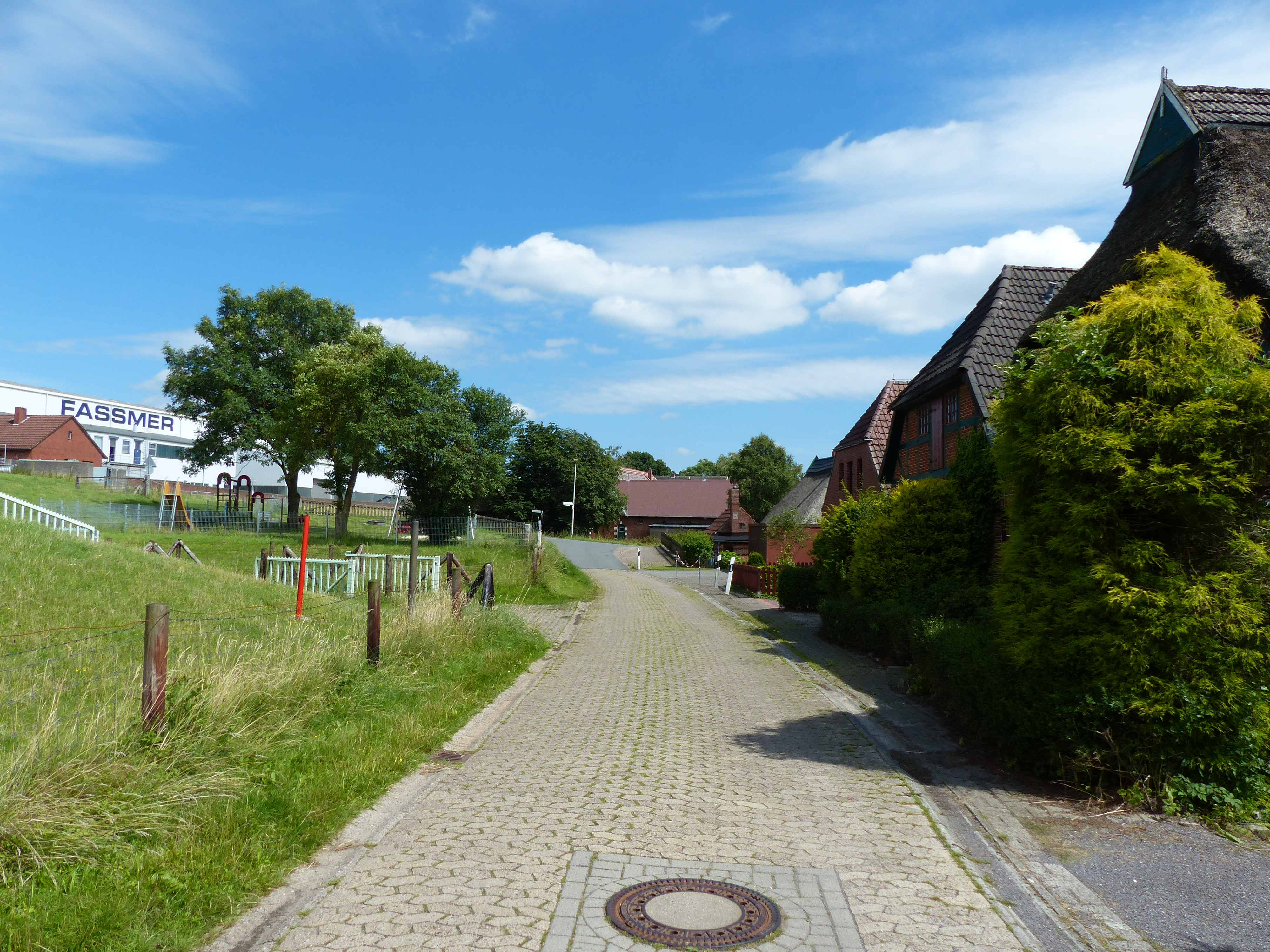
Zgn. schippershuizen aan de Wezerdijk te Motzen
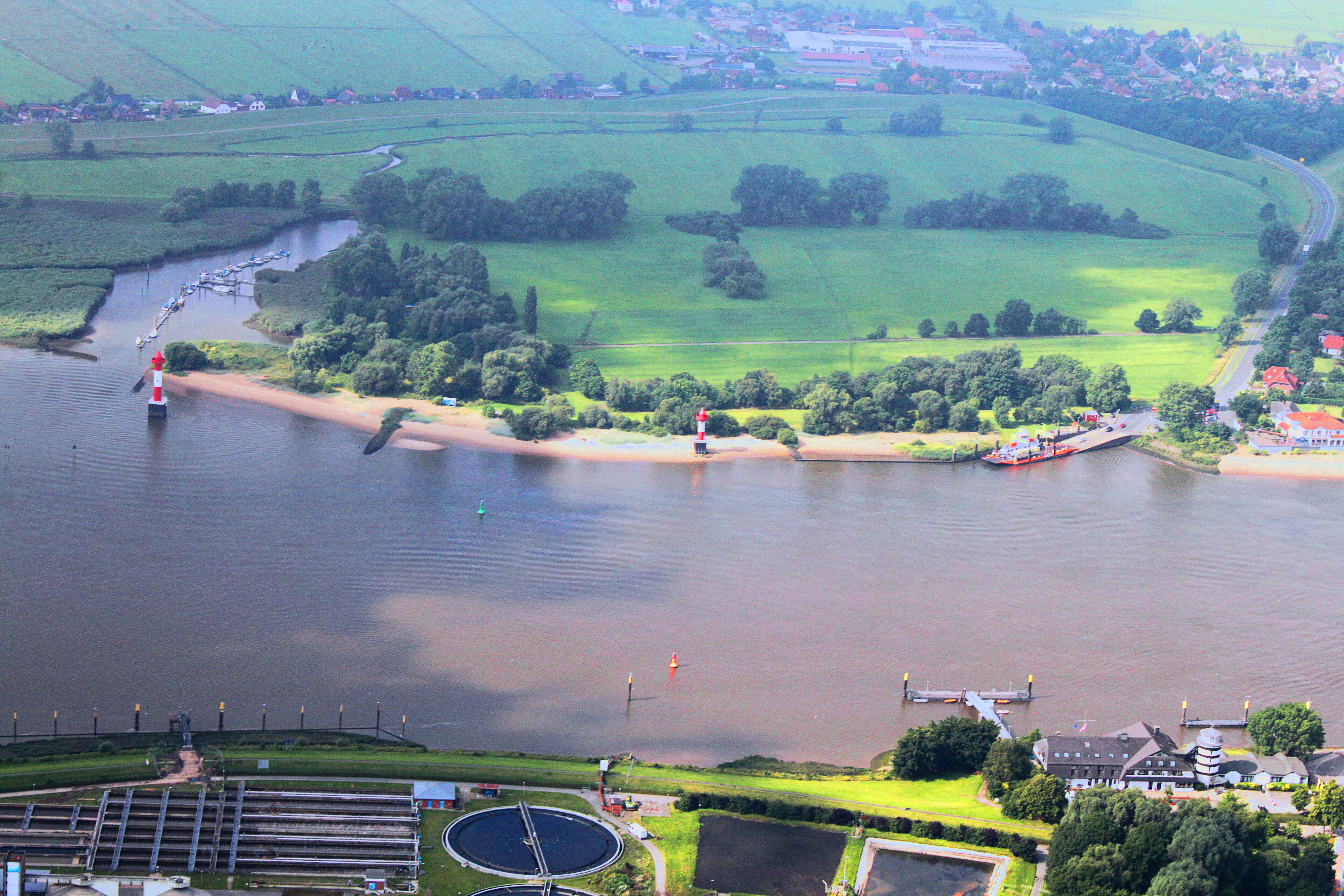
Blik over de Wezer  naar Juliusplate  en de gehuchten Weserdeich (achteraan links) en Ranzenbüttel (achteraan rechts)

## Partnergemeente
Sedert 2001 bestaat een jumelage met Vértessomló in Hongarije.

## Belangrijke personen in relatie tot de gemeente
- Diverse leden van het in de late 17e en de 18e eeuw belangrijke geslacht Von Münnich, afkomstig uit Berne, brachten het tot hoge posities aan o.a. het hof van de tsaren van Rusland. De monarchen van Denemarken en Rusland verleenden hun adellijke titels (die van graaf). Hun verdiensten lagen vooral op waterstaatkundig en militair gebied.
- Dieter Bohlen (Berne, 7 februari 1954), liedjesschrijver en muziekproducent

- Gemeinsame Normdatei: 4339508-9
- Library of Congress Control Number: n93041739
- MusicBrainz: 839d6348-8b02-4524-a409-f4a12a94bc11
- Virtual International Authority File: 126816002

Berne · 
Brake · 
Butjadingen · 
Elsfleth · 
Jade · 
Lemwerder · 
Nordenham · 
Ovelgönne · 
Stadland